# Kenji Kaido
Kenji Kaidō (海道 賢仁, Kaidō Kenji) é o produtor do Departamento de Produção nº1 da Sony Computer Entertainment Japan. Ele começou a sua carreira com jogos eletrônicos na Taito em 1987, onde ele trabalhou como o líder de projeto e líder de design dos títulos para arcade Bonze Adventure, Night Striker, Champion Wrestler, Cameltry, Sonic Blast Man, Warrior Blade e Dead Connection.

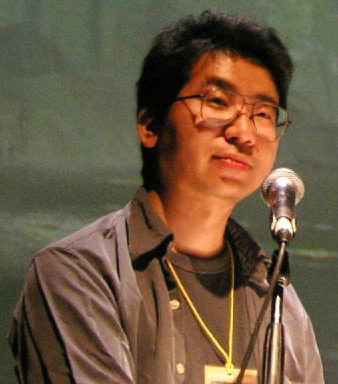
Kenji Kaido em outubro de 2005

Em 1997, Kaidō deixou a Taito e juntou-se à Sony Computer Entertainment. Lá ele trabalhou como o líder de design e co-produtor do jogo Ape Escape.

## Trabalhos
- Bonze Adventure (1988)
- Night Striker (1989)
- Champion Wrestler (1989)
- Cameltry (1989)
- Sonic Blast Man (1990)
- Warrior Blade (1991)
- Dead Connection (1992)
- Cleopatra Fortune (1996)
- Ape Escape (1997)
- Ico (2001)
- Shadow of the Colossus (2005)